# Good Girl Gone Bad
Good Girl Gone Bad (с англ. — «Хорошая девочка стала плохой») — третий студийный альбом певицы Рианны, вышедший 30 мая 2007 года на Def Jam Recordings. Альбом дебютировал на 2 месте в чарте Billboard 200, разойдясь тиражом 168 000 копий за первую неделю, став одним из самых коммерчески успешных альбомов этого тысячелетия. Тираж пластинки на июнь 2016 составил 15 миллионов копий.
В поддержку Good Girl Gone Bad было выпущено пять синглов, включая международные хиты «Umbrella» и «Don’t Stop The Music»; Rolling Stone поместил первый под номером 412 в 500 величайших песен журнала всех времен. В поддержку альбома, Рианна отправилась в свой первый мировой концертный тур The Good Girl Gone Bad Tour. Альбом был переиздан как Good Girl Gone Bad: Reloaded в июне 2008 года с тремя новыми песнями, включая хиты номер один в Billboard Hot 100: «Take A Bow» и «Disturbia». За ним последовал первый альбом ремиксов Рианны: Good Girl Gone Bad: The Remixes, в январе 2009 года, в котором присутствовали ремиксы от Moto Blanco, Tony Moran, The Soul Seekerz и The Wideboys.
С момента выхода, Good Girl Gone Bad получил положительные отзывы музыкальной прессы; Рианна получила свою первую статуэтку Грэмми в номинации «Лучшее рэп/песенное сотрудничество» за сингл «Umbrella».

## Об альбоме
Запись Good Girl Gone Bad проходила с октября 2006 года по апрель 2007 года на Westlake Recording Studios в Лос-Анджелесе. Рианна работала с продюсерами Кристофером Стюартом, Ne-Yo, Stargate и Тимбалэндом. В отличие от предыдущих альбомов певицы, которые навеяны мотивами дэнсхолла, материал Good Girl Gone Bad ориентирован на песни в ритме аптемпо и баллады. В третьем альбоме Рианны присутствуют многочисленные элементы музыкальных стилей поп и данс-поп.
Альбом открывает лид-сингл альбома — «Umbrella», R&B песня, исполняемая на барабанах и синтезаторах. Дориан Лински из Guardian сравнил вокал певицы с голосами Сиары и Кэсси. Второй трек, «Push Up On Me», содержит Эхо-электро-хлопки и бушующие синтезаторы. «Don’t Stop The Music» — танцевальная поп-техно-песня, которая содержит ритмические инструменты, используемые, в основном, в хип-хоп музыке. Песня семплирует строчку «Mama-say, mama-sa, ma-ma-ko-ssa» из сингла Майкла Джексона «Wanna Be Startin' Somethin'», 1983 года выпуска. Четвёртая песня — «Breakin' Dishes»; Питер Робинсон из The Observer назвал его «обиженной женщиной бонанзой», наполненной «хуками», вокальными партиями и вспышками лирического блеска. «Shut Up And Drive» — new-wave и поп-рок-песня, записанная под влиянием музыкальных стилей 1970-х и 1980-х годов, семплирующая сингл 1983 года «Blue Monday». Сотрудничество с Ne-Yo, «Hate That I Love You», является фолк-R&B песней; Ник Левин из Digital Spy сравнил его с синглами Ne-Yo «Sexy Love» и «Because Of You».
Седьмой трек альбома, «Say It», имеет семпл песни «Flex», исполненной Mad Cobra; он состоит из «шелковистого» и «теплого» грува и имеет навеян звучанием карибской музыки. В «Sell Me Candy» смешан шумный продакшн и хаотичный бит. В девятой песне, «Lemme Get That», преобладают шумные удары, а продюсером выступил Тимбалэнд. «Rehab» — классический R&B-трек с грувом, который построен вокруг акустических гитарных аккордов и тонкого бита. Doug Rule из Metro Weekly отметил сходство между структурами «Rehab» и сингла Тимберлейка 2002 года «Cry Me A River». «Question Existing» — это «жуткий, дымный, обездоленный, эмоциональный и интересный эксперимент». Альбом завершается заглавным треком «Good Girl Gone Bad», в котором присутствует акустическая гитара.

### Выпуск и продвижение
Good Girl Gone Bad вышел на лейбле Def Jam Recordings 30 мая 2007 года. Документальный фильм, посвящённый выступлению певицы в Manchester Evening News Arena 6 декабря 2007 года, был выпущен на DVD 17 июня 2008 года, содержал съёмки за кулисами и 4 концертных выступления из её туров. Для дальнейшего продвижения альбома Рианна отправилась в свой первый мировой тур и второй сольный тур, The Good Girl Gone Bad Tour (2007-09). Рианна Выступала в Европе, Северной Америке, Океании, Азии и Африке. Во время концертов она носила наряды в стиле Садо-Мазо и высокие сапоги.

### Синглы
- «Umbrella» — первый сингл, вышедший в конце марта США и в начале мая в остальном мире. «Umbrella» стала лидером Billboard Hot 100 к 9 июня 2007 года, и продержалась на этой позиции 7 недель.[10] В UK Singles Chart песня оставалась лидером 10 недель, став рекордсменом.[11] В 27 странах песня также стала #1. В соответствии с данными IFPI, к концу ноября 2007 года «Umbrella» разошлась в количестве 9 миллионов экземпляров и оставалась бестселлером в первом квартале 2008 года.[12] Музыкальное видео вышло на iTunes Store 11 мая 2007 года.
- «Shut Up and Drive», следующий сингл вышел в августе. Не став таким же успешным, как предшественник, он достиг первой пятёрки в хит-парадах Австралии, Финляндии, Ирландии, Голландии и Великобритании, а также Top-12 в 16 странах, включая США.[13] Песня досигла № 15 в чарте Billboard Hot 100.
- «Hate That I Love You» (при участии Ne-Yo) — третий сингл, выпущенный в Северной Америке, Австралии, Бразилии и Великобритании стал ещё одним хитом. Достигнув 7 позиции в Billboard Hot 100 и оказавшись среди Tор-12 в 15 странах[14]
- «Don’t Stop the Music» стал четвёртым синглом с альбома (3-м в Европе), имел успех. Он стал 3-м в Billboard Hot 100 и попал в Тop-10 в 25 странах.[15]
- «Rehab» стал 5-м синглом, впервые прозвучал по радио 7 октября 2008 и достиг № 18 в Billboard Hot 100.[16] Рианна спела его 23 ноября 2008 на церемонии American Music Awards — 2008 и на церемонии 8 сезона шоу Star Academy France.

Другие песни
- «Breakin' Dishes» была изначально задумана как 5-й сингл. Однако, вместо неё вышел сингл «Rehab». А сама песня «Breakin' Dishes» была в итоге релизована в качестве промосингла для Good Girl Gone Bad: The Remixes[17] и достигла № 4 в танцевальном чарте US Hot Dance Club Play[18] и 24-го места в чарте Global Dance Tracks.[19]

## Критический прием
| Совокупная оценка    | Совокупная оценка |
| Источник             | Оценка            |
| -------------------- | ----------------- |
| Album of the Year    | 71/100            |
| Metacritic           | 72/100            |
| Оценки критиков      |                   |
| Источник             | Оценка            |
| About.com            | [ 22 ]            |
| AllMusic             | [ 23 ]            |
| Blender              | [ 24 ]            |
| Entertainment Weekly | B+                |
| The Guardian         | [ 26 ]            |
| Hot Press            | 2.5/5             |
| The Observer         | [ 28 ]            |
| Pitchfork            | 7.4/10            |
| Slant Magazine       | [ 30 ]            |
| Uncut                | [ 31 ]            |

Good Girl Gone Bad получил в целом положительные отзывы от музыкальных критиков. На сайте Metacritic, который составляет нормированный рейтинг из 100 отзывов от основных изданий, альбом получил 72 балла на основе 16 отзывов. Uncut назвал его «блестящей трансатлантической смесью жанров Europop, R&B и Карибской музыки» .Энди Келлман из AllMusic назвал его квинтэссенцией поп-музыки и сказал, что каждый трек альбома является потенциальным хитом. Квентин Хафф из PopMatters похвалил альбом, описав его как «более сырой, возможно, более острый и более рискованный», чем предыдущий материал Рианны. Келефа Саннех из New York Times написала, что альбом «звучит так, как будто он был спроектирован для релиза хитов». Питер Робинсон из Observer похвалил коллег Рианны за то, что они «маскировали её собственные недостатки» и прокомментировал, что «в то время, как Рианне не хватает харизмы её сверстниц, она отлично делает поп-музыку». Том Breihan нашел альбом разнообразным и сытным. Нил Драмминг из Entertainment Weekly заявил, что, хотя «плохо, когда Рианна пробует свои силы в коварных балладах и мрачных настроениях», иногда, Good Girl Gone Bad — это «захватывающий возврат к более чем десятилетию назад, когда молодые продюсеры интенсивно мешали R&B с хип-хопом, чтобы создать короткие 'гимны', такие как „Real Love“ Мэри Джейн Блайдж».

## Награды
В 2008 году, на церемонии «Грэмми», Good Girl Gone Bad получил семь номинаций, такие как «Запись года» и «Песня года» за «Umbrella», «Лучшая Танцевальная запись» за «Don’t Stop the Music», «Лучшее R&B-исполнение», «Лучшее вокальное исполнение дуэтом или группой» и «Лучшая R&B-песня» за «Hate That I Love You». «Umbrella» получила награду за «Лучшее рэп/песенное сотрудничество». Кроме того, Rolling Stone поставили «Umbrella» под номером 412 в списке 500 величайших песен всех времен. Альбом также выиграл в номинации «Альбом года» на Juno Awards в 2008 году.

## Коммерческий прием
В Соединенных Штатах Good Girl Gone Bad дебютировал на втором месте в чарте Billboard 200, с продажами в 162 000 копий в первую неделю. Это был лучший дебют альбома Рианны того времени. На следующей неделе он упал на седьмое место с 81 000 проданных копий. Переиздание Reloaded разошлось тиражом 63 000 копий в первую неделю и помогло Good Girl Gone Bad «прыгнуть» с 124-го на 7-е место в американском Billboard 200 на 55-й неделе пребывания в нём. Он был сертифицирован шестикратной платиновой сертификацией американской Ассоциацией звукозаписывающей индустрии (RIAA); к ноябрю 2013 года альбом и переиздание были проданы тиражом в 2 800 000 копий только в Соединенных Штатах. На момент 2015 года, это быо её самый продаваемый альбом в стране. Альбом дебютировал на вершине канадского чарта и стал вторым её чарттоппером в стране. Он был сертифицирован пятикратной платиной в Канаде, что означает продажи более чем 500 000 копий.
Good Girl Gone Bad дебютировал на первом месте в чарте Великобритании с продажами в 54 000 копий в первую неделю. Он стал её первым альбомом-чарттоппером в стране и оставался там 177 недель. В 2011 году альбом достиг 16-го места в Британском чарте R&B Albums. Он был сертифицирован шестикратной платиной и продан в количестве более 1 904 347 копий в стране. Альбом стал 10-м самым продаваемым альбомом в стране по итогу 2007 года и шестым по итогу 2008 года. По состоянию на март 2015 года, Good Girl Gone Bad — 46-й альбом в списке самых продаваемых альбомов тысячелетия в Великобритании. В Ирландии, Good Girl Gone Bad дебютировал на третьем месте 7 июня 2007 года. После четырёх недель в чарте он достиг вершины. Альбом достиг первого места в швейцарском чарте и оставался там 91 неделю. В Австралии он достиг пика на втором месте и был сертифицирован австралийской Ассоциацией звукозаписывающей индустрии (ARIA) трижды платиновым, что означает продажи более чем 210 000 копий. Альбом был продан тиражом 9 миллионов копий по всему миру.
Перед своим физическим релизом, «Umbrella» выше всех дебютировал в шестилетней истории iTunes Store в Соединенных Штатах, побив рекорд, который ранее занимал сингл Шакиры 2006 года «Hips Don’t Lie». После своего цифрового релиза песня дебютировала в чарте Hot Digital Songs с продажами за первую неделю более чем 277 000 единиц. Сингл имел самый высокий дебют в США, обойдя «SexyBack» Джастина Тимберлейка, поставивший рекорд в 250,000 копий в 2006 году.

## Наследие
Согласно Biography.com, Good Girl Gone Bad вдохновил Рианну превратить свой образ из принцессы подростковой поп-музыки в полноценную суперзвезду и секс-символ. Журнал People отметил, что Рианна следует за такими артистами, как Джанет Джексон и Кристина Агилера. Jay-Z также рассказал о «Umbrella» и заявил, что песня представляет собой артистический рост для Рианны: «Если вы послушаете текст этой песни, то услышите глубину и то, как далеко она зашла». Да’Шан Смит из Billboard прокомментировал влияние Good Girl Gone Bad на карьеру Рианны в десятую годовщину релиза альбома так: «Эпоха 'Good Girl' стала общепризнанным моментом, когда Ри-Ри укрепила свои позиции в качестве международной суперзвезды, с её фирменной стрижкой Боб, и новой соблазнительной сценической персоны, очаровывающей поклонников и прессу».
Что касается коммерческого влияния альбома, Марго Уотсон из Entertainment Weekly написала: «Для поп-звезды, которая когда-то была охарактеризована как неспособная дать более одной хитовой песни на альбоме, новообретенная сила Рианны — это нечто иное, как доказательство того, что в этом бизнесе есть место для более чем одной дивы». Джейсон Биршмайер из AllMusic пришел к выводу, что именно Good Girl Gone Bad сделал Рианну «полноценной международной поп-звездой с регулярным присутствием на вершине чартов». Ник Левин из Digital Spy описал альбом, как самый близкий к Thriller Майкла Джексона.

## Переиздание
Good Girl Gone Bad: Reloaded — переиздание третьего студийного альбома Рианны Good Girl Gone Bad. Оно было впервые выпущено в цифровом виде в отдельных странах 2 июня 2008 года, на лейблах Def Jam Recordings и SRP Records. Выпущенный в честь первой годовщины оригинального альбома, Good Girl Gone Bad: Reloaded включает три новые песни и DVD-материал, демонстрирующий эксклюзивные закулисные съемки с мирового тура Рианны, The Good Girl Gone Bad Tour.

## Список композиций
| №                   | Название                                 | Автор(ы)                                                                          | Продюсер(ы)                       | Длительность |
| ------------------- | ---------------------------------------- | --------------------------------------------------------------------------------- | --------------------------------- | ------------ |
| 1.                  | «Umbrella» (featuring Jay-Z)             | Christopher "Tricky" Stewart Terius "Dream" Nash Thaddis Harrell Shawn Carter     | Stewart Kuk Harrell [a]           | 4:35         |
| 2.                  | «Push Up on Me»                          | J.R. Rotem Makeba Riddick Lionel Richie Cynthia Weil                              | Rotem Riddick [a]                 | 3:15         |
| 3.                  | «Don't Stop the Music»                   | Tor Erik Hermansen Mikkel S. Eriksen Tawanna Dabney Michael Jackson               | Stargate                          | 4:27         |
| 4.                  | «Breakin' Dishes»                        | Stewart Nash                                                                      | Stewart Harrell [a]               | 3:20         |
| 5.                  | «Shut Up and Drive»                      | Evan Rogers Carl Sturken Stephen Morris Peter Hook Bernard Sumner Gillian Gilbert | Rogers Sturken                    | 3:33         |
| 6.                  | «Hate That I Love You» (featuring Ne-Yo) | Shaffer Smith Hermansen Eriksen                                                   | Stargate Ne-Yo [a]                | 3:39         |
| 7.                  | «Say It»                                 | Riddick Quaadir Atkinson Ewart Brown Clifton Dillon Sly Dunbar Brian Thompson     | Neo da Matrix Riddick [a]         | 4:10         |
| 8.                  | «Sell Me Candy»                          | Nash Riddick Timothy Mosley                                                       | Timbaland Riddick [a] Nash [a]    | 2:45         |
| 9.                  | «Lemme Get That»                         | Nash Mosley Carter                                                                | Timbaland Nash [a]                | 3:41         |
| 10.                 | «Rehab»                                  | Justin Timberlake Mosley Hannon Lane                                              | Timbaland Lane [b] Timberlake [a] | 4:54         |
| 11.                 | «Question Existing»                      | Smith Shea Taylor Carter                                                          | Taylor Ne-Yo [b] Riddick [a]      | 4:08         |
| 12.                 | «Good Girl Gone Bad»                     | Smith Hermansen Eriksen Lene Marlin                                               | Stargate Ne-Yo [a] Nash [a]       | 3:35         |
| Общая длительность: | Общая длительность:                      | Общая длительность:                                                               | Общая длительность:               | 46:02        |

| №   | Название                                | Автор(ы)                    | Продюсер(ы)         | Длительность |
| --- | --------------------------------------- | --------------------------- | ------------------- | ------------ |
| 13. | «Umbrella» (The Lindbergh Palace Remix) | Stewart Nash Harrell Carter | Stewart Harrell [a] | 3:53         |

| №                   | Название            | Автор(ы)                 | Продюсер(ы)         | Длительность |
| ------------------- | ------------------- | ------------------------ | ------------------- | ------------ |
| 13.                 | «Cry»               | Hermansen Eriksen Dabney | Stargate            | 3:53         |
| Общая длительность: | Общая длительность: | Общая длительность:      | Общая длительность: | 49:54        |

| №                   | Название            | Автор(ы)                 | Продюсер(ы)         | Длительность |
| ------------------- | ------------------- | ------------------------ | ------------------- | ------------ |
| 13.                 | «Cry»               | Hermansen Eriksen Dabney | Stargate            | 3:53         |
| 14.                 | «Haunted»           | Rogers Sturken           | Rogers Sturken      | 4:09         |
| Общая длительность: | Общая длительность: | Общая длительность:      | Общая длительность: | 54:04        |

| №   | Название                             | Длительность |
| --- | ------------------------------------ | ------------ |
| 15. | «Umbrella» (featuring Jay-Z) (Video) | 4:14         |

| №                   | Название              | Автор(ы)                    | Продюсер(ы)         | Длительность |
| ------------------- | --------------------- | --------------------------- | ------------------- | ------------ |
| 14.                 | «Umbrella» (Acoustic) | Stewart Nash Harrell Carter | Stewart Harrell [a] | 4:36         |
| Общая длительность: | Общая длительность:   | Общая длительность:         | Общая длительность: | 54:34        |

| №   | Название                                                        | Автор(ы)                                      | Продюсер(ы)                                          | Длительность |
| --- | --------------------------------------------------------------- | --------------------------------------------- | ---------------------------------------------------- | ------------ |
| 1.  | «Umbrella» (featuring Jay-Z) (Seamus Haji & Paul Emanuel Remix) | Stewart Nash Harrell Carter                   | Stewart Harrell [a] Seamus Haji [c] Paul Emanuel [c] | 6:27         |
| 2.  | «Breakin' Dishes» (Soul Seekerz Remix)                          | Stewart Nash                                  | Stewart Harrell [a] Soul Seekerz [c]                 | 6:36         |
| 3.  | «Don't Stop the Music» (The Wideboys Club Mix)                  | Hermansen Eriksen Dabney Jackson              | Stargate The Wideboys [c]                            | 6:04         |
| 4.  | «Question Existing» (The Wideboys Club Mix)                     | Smith Taylor Carter                           | Taylor Ne-Yo [b] Riddick [a] The Wideboys [c]        | 6:37         |
| 5.  | «Hate That I Love You» (featuring Ne-Yo) (K-Klassic Remix))     | Smith Hermansen Eriksen                       | Stargate Ne-Yo [a] K-Klass [c]                       | 6:12         |
| 6.  | «Push Up on Me» (Moto Blanco Club Mix)                          | Rotem Riddick Richie Weil                     | Rotem Riddick [a] Moto Blanco [c]                    | 7:41         |
| 7.  | «Good Girl Gone Bad» (Soul Seekerz Remix)                       | Smith Hermansen Eriksen Marlin                | Stargate Ne-Yo [a] Nash [a] Soul Seekerz [c]         | 6:37         |
| 8.  | «Haunted» (Steve Mac Classic Mix)                               | Rogers Sturken                                | Rogers Sturken Steve Mac [c]                         | 6:35         |
| 9.  | «Say It» (Soul Seekerz Remix)                                   | Riddick Atkinson Brown Dillon Dunbar Thompson | Neo da Matrix Riddick [a] Soul Seekerz [c]           | 6:25         |
| 10. | «Cry» (Steve Mac Classic Mix)                                   | Hermansen Eriksen Dabney                      | Stargate Steve Mac [c]                               | 5:48         |
| 11. | «S.O.S.» (Digital Dog Remix)                                    | Rotem E. Kidd Bogart Ed Cobb                  | Rotem Digital Dog [c]                                | 7:23         |

Примечания
- ↑  обозначает вокального продюсера
- ↑  обозначает создателя ремикса и дополнительного продюсера
- «Push Up on Me» содержит элементы из композиции «Running with the Night», написанной Lionel Richie и Cynthia Weil, в исполнении Richie.
- «Don’t Stop the Music» содержит элементы из «Wanna Be Startin' Somethin'», написанной и исполненной Майклом Джексоном.
- «Shut Up and Drive» содержит элементы из «Blue Monday», написанной и исполненной группой New Order (Stephen Morris, Peter Hook, Bernard Sumner and Gillian Gilbert).
- «Say It» содержит элементы из «Flex», написанной Ewart Brown, Clifton Dillon, Sly Dunbar and Brian Thompson, в исполнении Mad Cobra.

## Чарты
| Чарт (2007)                     | Место |
| ------------------------------- | ----- |
| Australian Albums Chart         | 2     |
| Austrian Albums Chart           | 3     |
| Belgian Albums Chart (Flanders) | 9     |
| Belgian Albums Chart (Wallonia) | 9     |
| Canadian Albums Chart           | 1     |
| Czech Republic Albums Chart     | 3     |
| Danish Albums Chart             | 2     |
| Dutch Albums Chart              | 20    |
| European Top 100 Albums         | 10    |
| Finnish Albums Chart            | 7     |
| French Albums Chart             | 8     |
| German Albums Chart             | 4     |
| Hungarian Albums Chart          | 4     |
| Irish Albums Chart              | 1     |
| Italian Albums Chart            | 21    |
| Japanese Albums Chart           | 8     |
| Mexican Albums Chart            | 16    |
| New Zealand Albums Chart        | 4     |
| Norwegian Albums Chart          | 3     |
| Polish Albums Chart             | 3     |
| Portuguese Albums Chart         | 24    |
| Spanish Albums Chart            | 9     |
| Swedish Albums Chart            | 18    |
| Swiss Albums Chart              | 1     |
| UK Albums Chart                 | 1     |
| US Billboard 200                | 2     |
| US Catalog Albums               | 12    |
| US Top R&B/Hip-Hop Albums       | 3     |

| Чарт (2012)         | Место |
| ------------------- | ----- |
| UK R&B Albums Chart | 19    |

| Чарт (2007)        | Место |
| ------------------ | ----- |
| Германия           | 19    |
| Irish Albums Chart | 11    |
| UK Albums Chart    | 10    |

| Чарт (2008)          | Место |
| -------------------- | ----- |
| Irish Albums Chart   | 8     |
| Spanish Albums Chart | 37    |
| UK Albums Chart      | 6     |

## Сертификаты
| Страна         | Сертификат    |
| -------------- | ------------- |
| Австралия      | 3× платиновый |
| Австрия        | 2× платиновый |
| Бельгия        | 3× платиновый |
| Бразилия       | 2× платиновый |
| Канада         | 6× платиновый |
| Дания          | 2× платиновый |
| Европа         | 3× платиновый |
| Финляндия      | платиновый    |
| Франция        | платиновый    |
| Германия       | 3× платиновый |
| Греция         | золотой       |
| Венгрия        | платиновый    |
| Ирландия       | 5× платиновый |
| Италия         | платиновый    |
| Япония         | платиновый    |
| Мексика        | платиновый    |
| Новая Зеландия | 3× платиновый |
| Польша         | 2× платиновый |
| Португалия     | золотой       |
| Россия         | 4× платиновый |
| Испания        | 2× платиновый |
| Швейцария      | 3× платиновый |
| Великобритания | 5× платиновый |
| США            | 2× платиновый |

## Хронология релизов
| Страна         | Дата         |
| -------------- | ------------ |
| Япония         | 30 мая 2007  |
| Германия       | 1 июня 2007  |
| Италия         | 1 июня 2007  |
| Нидерланды     | 1 июня 2007  |
| Польша         | 1 июня 2007  |
| Франция        | 4 июня 2007  |
| Португалия     | 4 июня 2007  |
| Великобритания | 4 июня 2007  |
| Канада         | 17 июля 2007 |
| США            | 17 июля 2007 |
| Испания        | 7 июня 2007  |
| Австралия      | 27 июня 2007 |
| Китай          | 28 июня 2007 |
| Филиппины      | 28 июня 2007 |
| Бразилия       | 18 июля 2007 |
| Средний Восток | 21 июля 2007 |